# فرودگاه بین‌المللی پیام
فرودگاه بین المللی پیام، (یاتا: PYK، ایکائو: OIIP) فرودگاه بین‌المللی و همزمان منطقه ویژه اقتصادی واقع در شهر کرج در استان البرز می‌باشد. این فرودگاه در سال ۱۳۷۱ توسط مهندس حسین شهاب الدین معاون وقت وزارت پست و تلگراف و تلفن تأسیس شد اما به‌طور رسمی در سال ۱۳۷۶ فعالیت خود را شروع کرد. منطقه ویژه اقتصادی پیام در محدوده‌ای به وسعت ۳۶۰۰ هکتار در اراضی ۱۰ هزار هکتاری فرودگاه بین‌المللی پیام در استان البرز تأسیس شده‌است. هدف از تأسیس این منطقه ویژه اقتصادی، حمل و نقل بار هوایی و پستی، فرآوری کالا، انبارداری، خدمات سردخانه‌ای، صنایع ارتباطات و فناوری اطلاعات و صادرات است.
در دی ماه ۱۳۶۹ شرکت پست جمهوری اسلامی ایران با هماهنگی وزارت پست تلگراف و تلفن سابق به منظور تسهیل در ارائه خدمات پستی و مخابراتی تصمیم به تاسیس مرکز خدمات هوایی پیام گرفتند.
به دنبال آن و پس از موافقت سازمان هواپیمایی کشوری در سال ۱۳۷۱ مجوز احداث فرودگاه در این منطقه دریافت شد و با همت مسئولان وقت وزارتخانه اساسنامه شرکت در سال ۱۳۷۴ به تصویب مجلس شورای اسلامی و شورای نگهبان رسید و رسما تحت عنوان شرکت سهامی خاص خدمات هوایی پست و مخابرات (پیام) شروع به فعالیت کرد.
همچنین به استناد مصوبه هیات محترم وزیران در سال ۱۳۸۰ منطقه ویژه اقتصادی پیام در زمینی به مساحت ۳۶۰۰ هکتار و با هدف ارائه خدمات به بخشهای مختلف اقتصادی با اولویت واحدهای فناور صنایع ،پیشرفته شرکتهای دانش بنیان الکترونیک و فاوا راه اندازی شد و پس از آن با تصويب هيات محترم دولت در سال ۱۳۹۸ بخش فرودگاهی پیام توانست علاوه بر حمل و نقل باری با تایید سازمان هواپیمایی کشوری به فعالیتهای آموزشی و مسافری نیز بپردازد.
این فرودگاه پروازهایی به مقاصد مشهد، کرمانشاه، اهواز و یزد داشته که در حال حاضر موقتا  متوقف شده (1403) و در آینده نزدیک این پروازها مجددا برقرار و پرواز به مقاصد جدیدی مانند شیراز، تبریز، رشت، سنندج، ساری، کیش و قشم نیز به برنامه پروازها اضافه خواهد شد.
همچنین با همکاری آکادمی آموزش هوانوردی معراج، هما، آرتا کیش، پارسیس و بوتیا ماهان، آموزش خلبانی، مهمانداری و دیسپچری نیز در این فرودگاه انجام می‌پذیرد.
مدیرعامل منطقه ویژه اقتصادی و فرودگاه بین المللی پیام در حال حاضر، اکبر قنبرپور می‌باشد.

## خدمات هوایی
- ارائه خدمات هوایی و حمل و نقل و توزیع بار، محمولات و مرسولات پستی
- ارائه خدمات هلی‌کوپتری و پشتیبانی از عملیات توسعه، تأسیس، تجهیز و نگهداری مراکز، دستگاه‌ها و امکانات کشور
- ایجاد توان لازم و مورد نیاز برای تعمیر و نگهداری هواپیما و هلیکوپتر با رعایت ضوابط با استانداردهای لازم
- تأسیس مرکز یا مراکز آموزشی فنی و حرفه ای در زمینه خدمات هوایی و هوانوردی (مؤسسه پارسیس و دانشکده علمی کاربردی آسمان ایرانیان واقع در فرودگاه)
- ساخت، تعمیر و نگهداری هواپیما و هلیکوپتر
- دارا بودن ۵ فروند هواپیمای کارگو از نوع امبرائر ۱۱۰ و بالگرد ۲۱۲

## منطقه ویژه اقتصادی پیام
منطقه ویژه اقتصادی پیام مجموعه‌ای در جنوب غربی شهر کرج، ایران و در منطقه مهرشهر با فاصله ۳۵ کیلومتری از شهر تهران و متعلق به وزارت ارتباطات و فناوری اطلاعات است.

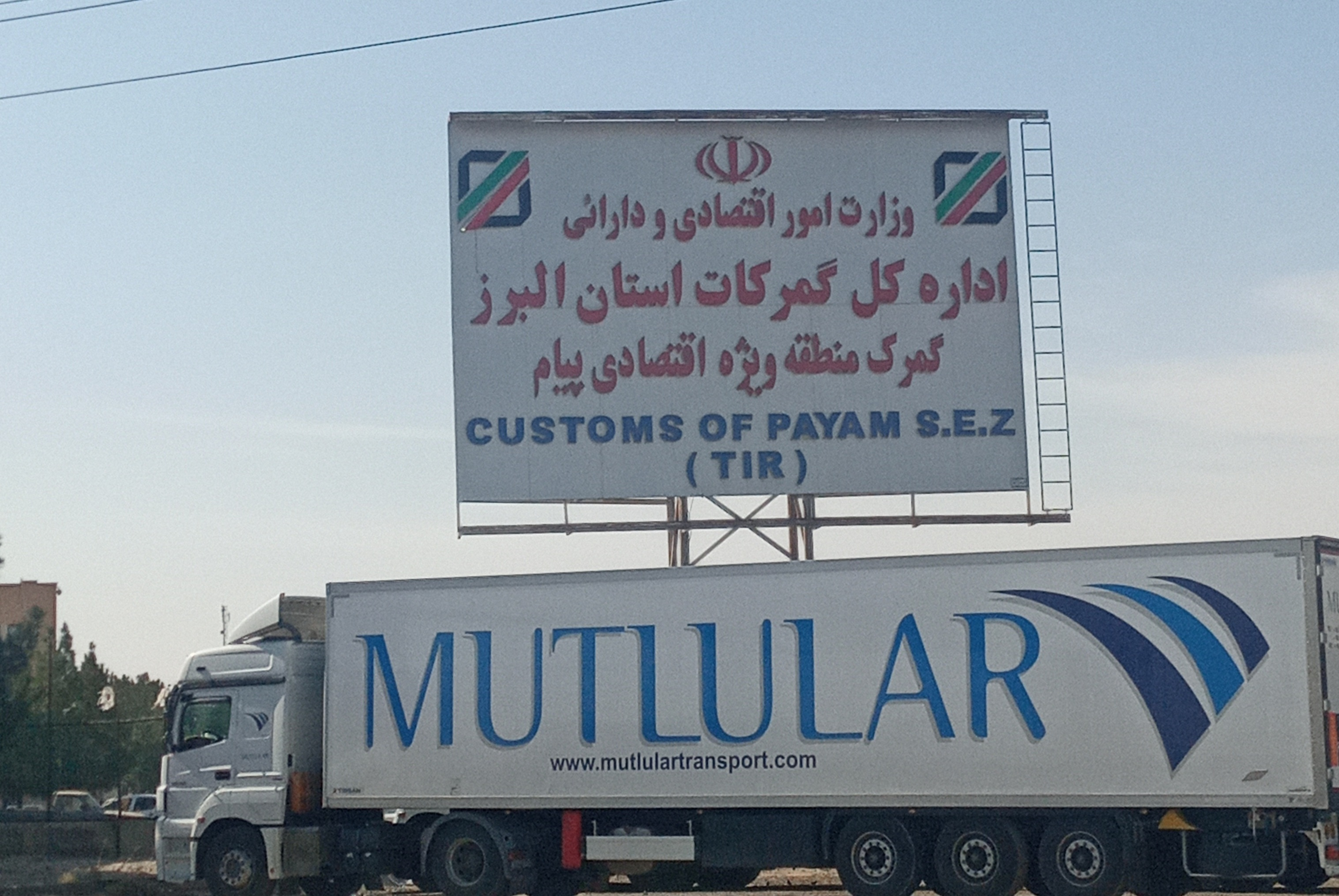
منطقه ویژه اقتصادی پیام

این منطقه از مناطق ویژه کشور است که همزمان نزدیکترین فاصله با تهران و بیشترین امکانات ارتباطی را در خود جای داده است، این منطقه در حال تبدیل شدن به منطقه آزاد تخصصی حوزه فناوری اطلاعات و ارتباطات است و برای حضور شرکتهای بزرگ داخلی و شرکتهای فناورانه خارجی در حال طراحی شدن در قالب یک کریدور بین المللی است.
در حال حاضر شرکت‌های بزرگ فناوری اطلاعات و ارتباطات می‌توانند در این منطقه با حمایت وزارت ارتباطات و فناوری اطلاعات صاحب زمین، سوله و دفتر کار شوند و از خدمات متمرکز وزارت ارتباطات برای این شرکتها به‌خصوص در حوزه تولید و مونتاژ محصولات IT، الکترونیکی و دانش بنیان در این ناحیه استفاده نمایند.

### شهر بین‌المللی ارتباطات و فناوری اطلاعات
کریدور بزرگ ملی فناوری اطلاعات وزارت ارتباطات و فناوری اطلاعات هم‌اکنون در این ناحیه در حال بنا شدن است، امروزه وجود کریدورهای فناوری اطلاعات و ارتباطات در جهان یک ضرورت غیرقابل انکار است و سهم قابل توجهی از اقتصاد IT دنیا را دارا هستند که در جهان به سه دسته کریدورهای یک پهنه ای، کریدورهای متمرکز و کریدورهای چند پهنه‌ای تقسیم می‌شوند، که کریدور شهر ارتباطات و فناوری اطلاعات ایران یکی از بزرگترینهای این طرح‌ها است، شهرک‌های فناوری مانند منطقه ویژه فرودگاهی پیام به عنوان شهر صنعتی ارتباطات و فناوری اطلاعات برای جذب سرمایه‌گذاران خارجی و داخلی دانش بنیان یکی از بزرگترین شهرهای ارتباطات و فناوری اطلاعات و مدیا سیتی منطقه خواهد بود که هدف آن جذب مشارکت شرکت‌های بزرگ فناوری اطلاعات جهان و تولید و انتقال دانش فاوا در داخل کشور می‌باشد و عمده سرویس‌های آینده نگر فناوری اطلاعات کشور را در خود جای خواهد داد و از برنامه‌های بلند مدت و استراتژیک دولت ایران در منطقه ویژه پیام و در مساحتی در حدود ۵۰۰ هکتار است.

### کاربردها
- انبار
- صنایع چاپ و نشر
- صنایع بسته‌بندی
- خدمات حمل و نقل هوایی
- صنایع تولیدی با رویکرد هوای پاک
- شهرک‌های فناوری اطلاعات و ارتباطات ICT
- مجتمع‌های پژوهشی و تحقیقاتی و پردیس‌های دانشگاهی
- مجتمع‌های نمایشگاهی (تخصصی)
- مجتمع‌های رفاهی و خدماتی
- دفاتر تجاری و اداری
- خدمات نگهداری و بسته‌بندی مواد غذایی فاسد شدنی
- نگهداری و بسته‌بندی و صادرات گل و گیاه
- خدمات شیمیایی، پزشکی و درمانی
- خدمات و امور لجستیکی پستی
- امور بازرگانی، صادرات، واردات و ترانزیت کالا
- ساخت، تعمیر و نگهداری هواپیما و هلیکوپتر
- هاب پستی
- هاب کارگو
- آموزش خلبانی
- پایانه مواد نفتی و تأمین سوخت هواپیما
- خدمات کشاورزی مکانیزه و گیاهان گلخانه‌ای
- نهادهای مستقر در فرودگاه
- گمرک جمهوری اسلامی ایران
- گذرنامه، نهاد ریاست جمهوری
- سازمان هواشناسی
- بانک ملی، بانک انصار، پست بانک و …
- حراست منطقه پیام
- نیروی انتظامی
- مخابرات (شرکت ارتباطات کوه نور)
- دانشگاه بین‌المللی علوم پزشکی البرز
- هتل رستوران و کافی‌شاپ پیام
- دانشگاه صنعت هوانوردی

## نگارخانه

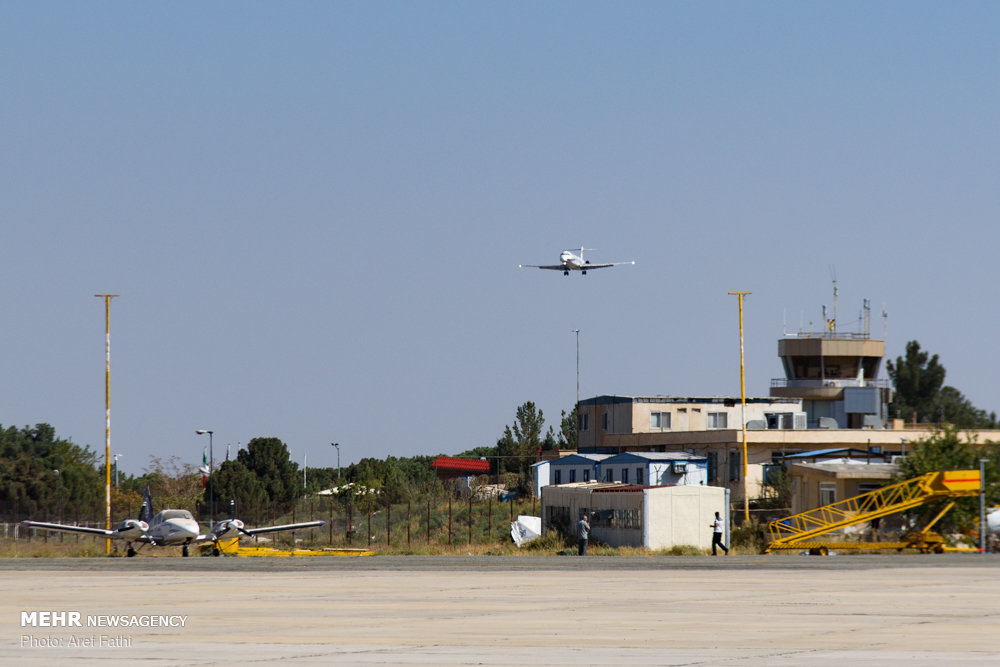
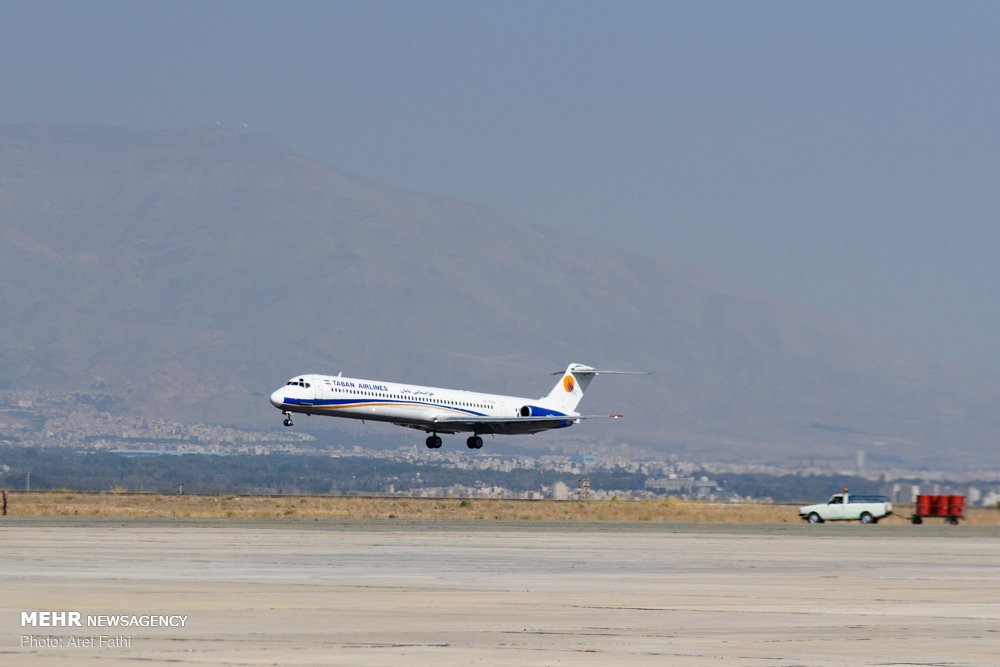
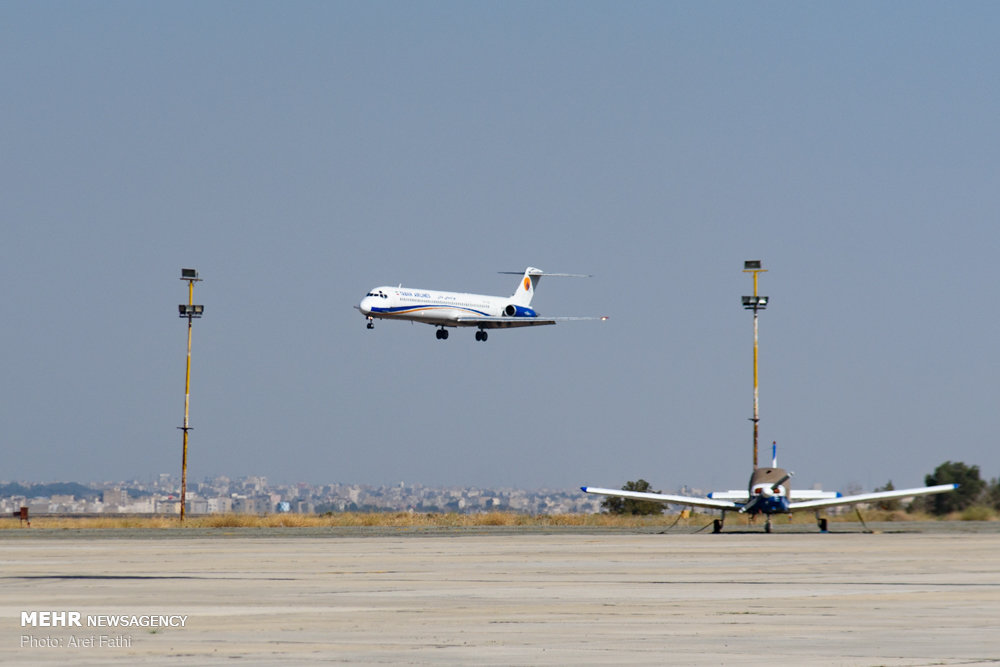
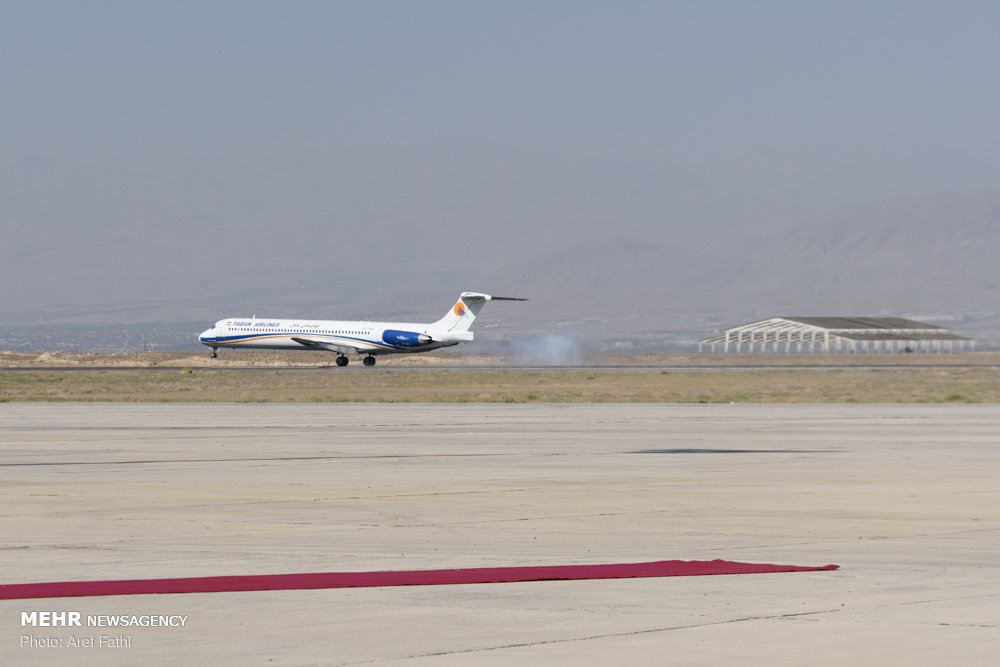
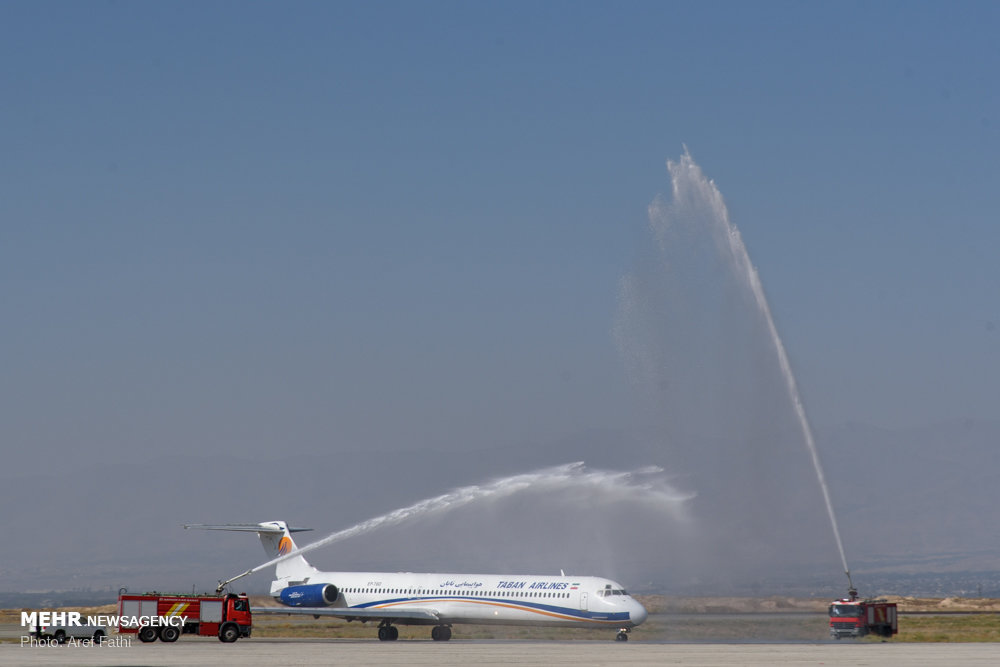
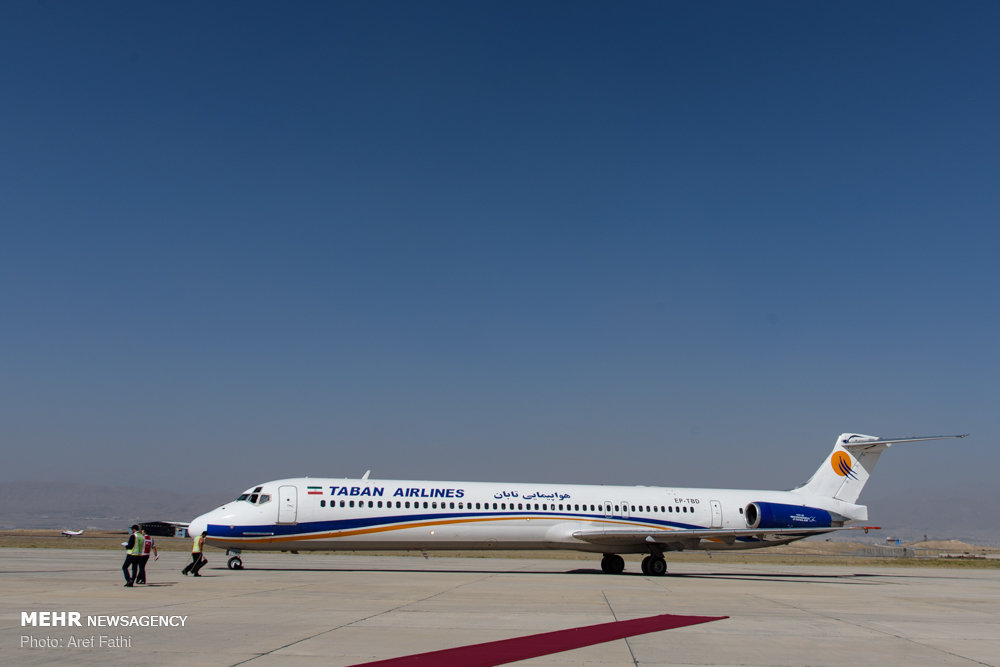
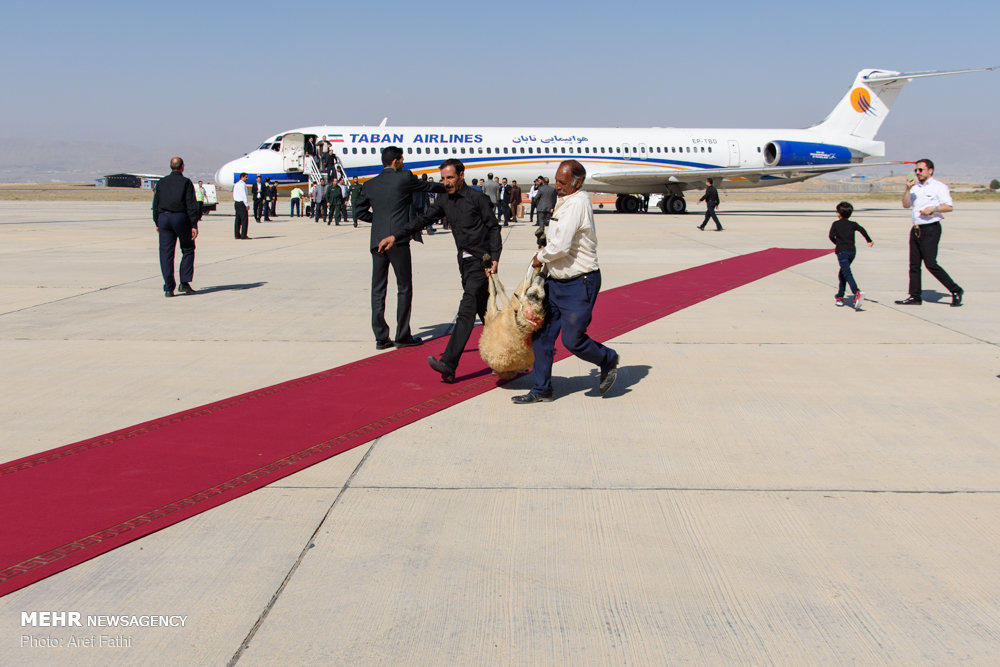
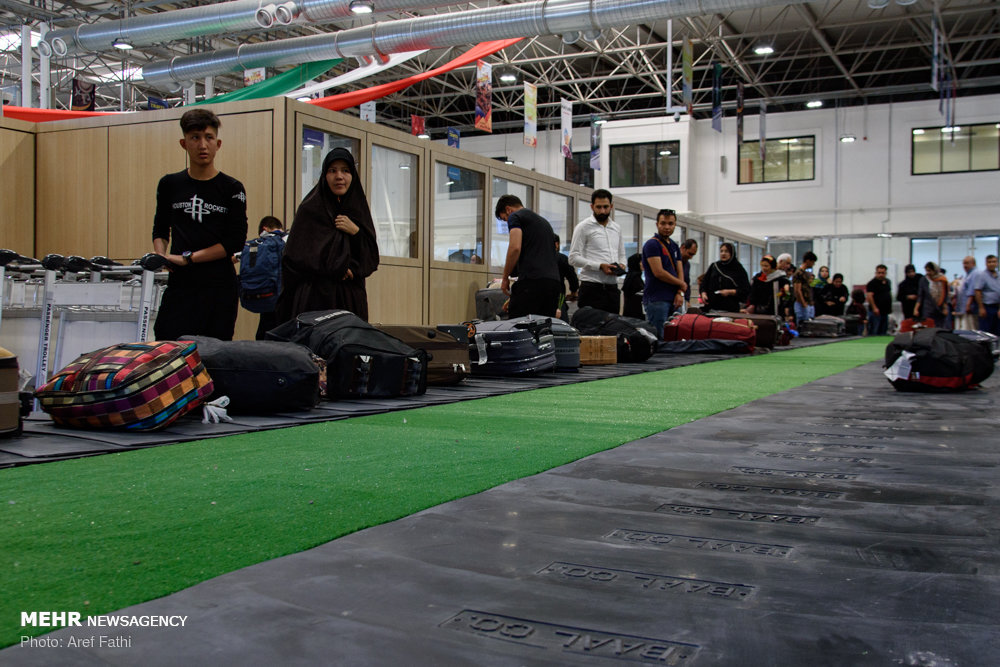
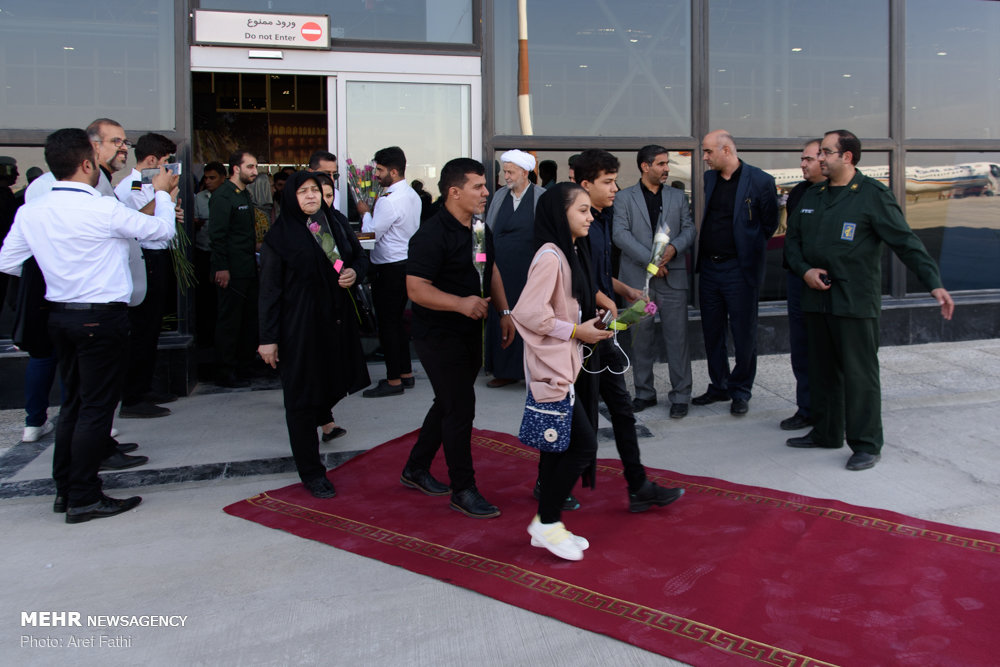
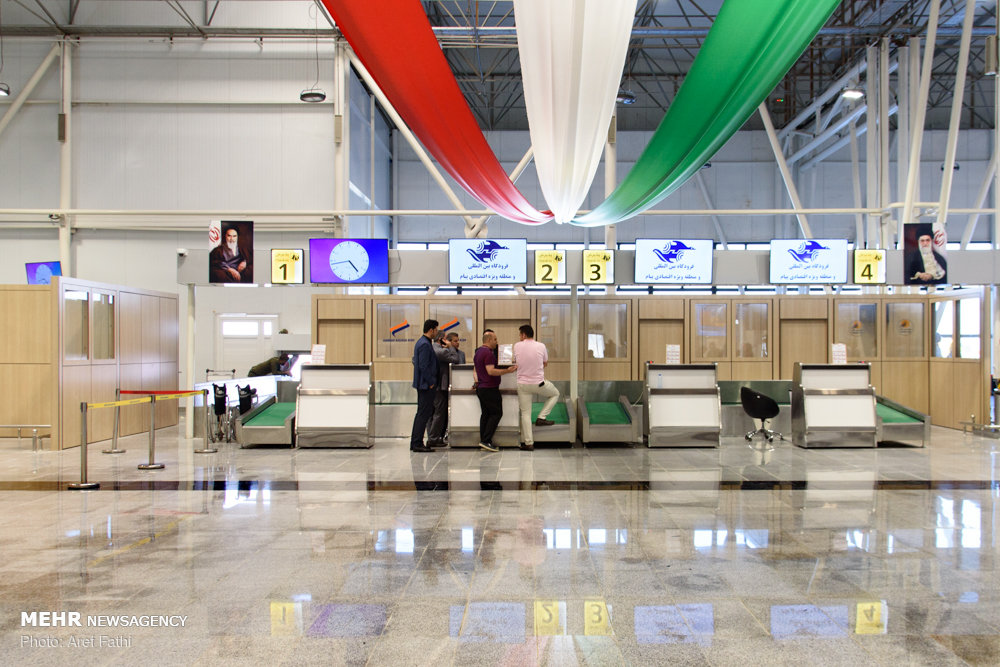
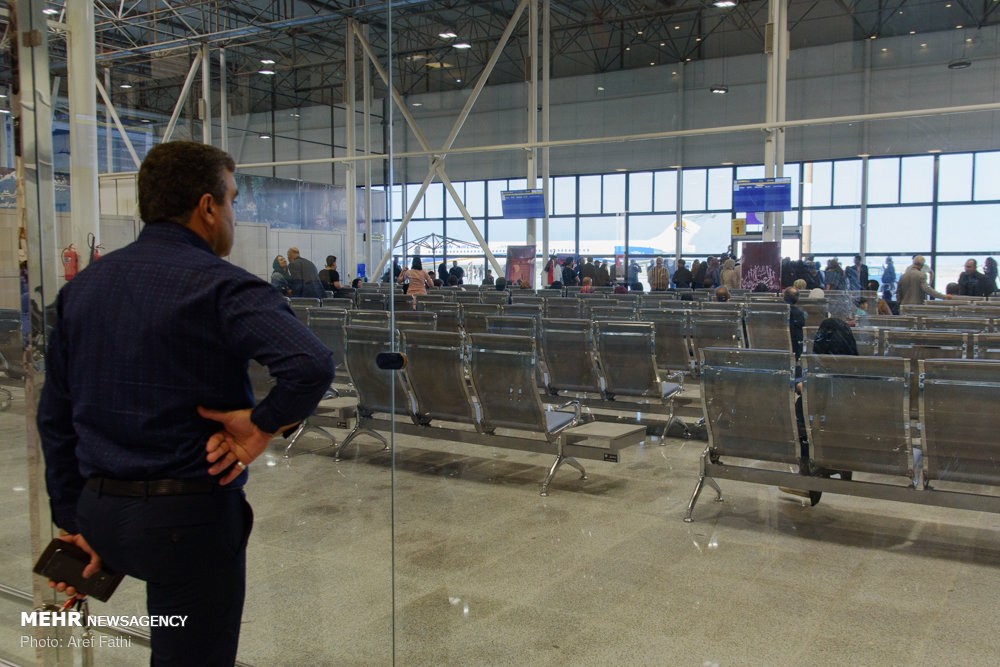
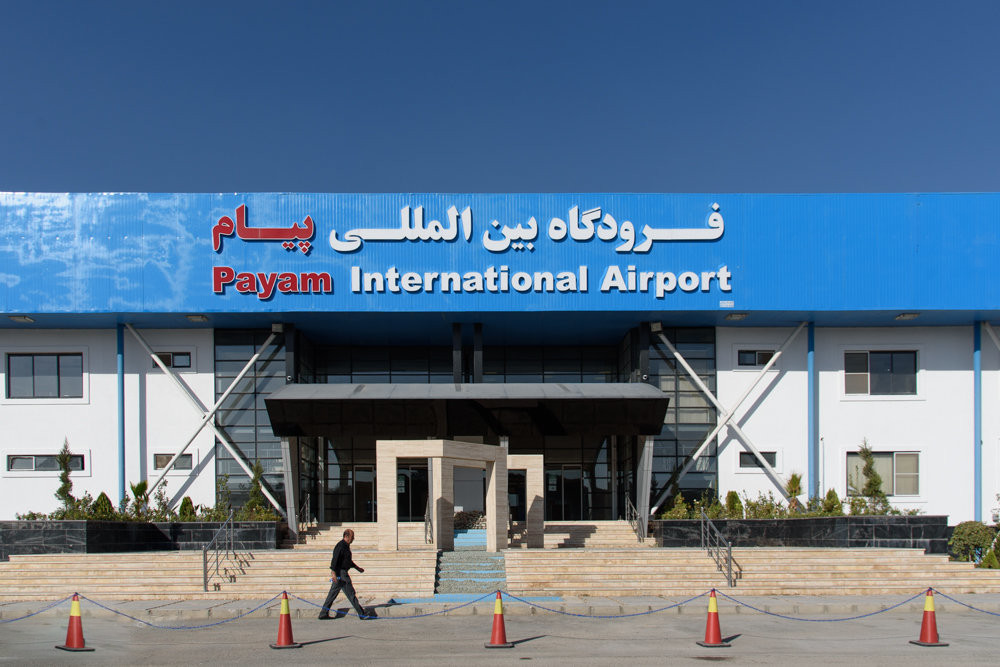

## شرکت‌های هواپیمایی و مقاصد پروازی
| شرکت‌های هواپیمایی | مقصدهای پروازی |
| ----------------- | -------------- |
| قشم ایر           | مشهد اهواز     |
| هواپیمایی تابان   | مشهد           |
| کیش ایر           | کیش            |
| هواپیمایی کارون   | یزد            |